# باجناق (فیلم)
باجناغ فیلمی به کارگردانی حسین قاسمی‌وند و نویسندگی فریدون گله محصول سال ۱۳۵۲ است.

## بازیگران
- سیروس افهمی
- منوچهر طایفه
- لیدا دانشور
- حمیده خیرآبادی
- دلیله نمازی
- مهری مهرنیا
- ناهید فیضی
- محمدعلی ورشوچی
- امیر تاجیک
- اصغر آقاجانی
- علی اکبر مهدوی فر
- هنگامه
- امیر رضایی
- ساقی
- نسترن
- ملیحه
- مایانی
- عباس افتخاری
- رحیم
- آرش
- زری
- کوروش
- سهیل